# Dove non è peccato
Dove non è peccato è un film del 1970, diretto da Antonio Colantuoni.